# Талапты (Отырарский район)
Талапты (каз. Талапты) — село в Отырарском районе Туркестанской области Казахстана. Входит в состав Когамского сельского округа. Находится примерно в 11 км к северо-западу от районного центра, села Шаульдер. Код КАТО — 514841500.

## Население
В 1999 году население села составляло 1085 человек (541 мужчина и 544 женщины). По данным переписи 2009 года, в селе проживало 1213 человек (621 мужчина и 592 женщины).

## Достопримечательности
В 5 км к западу от села расположено средневековое городище Алтынтобе. 2 км юго-западнее находится Мавзолей Арыстанбаба. На юго-востоке находится древнее городище Отрар.